# José Manuel Contreras Campaña
José Manuel Contreras Campaña (Palma de Mallorca, Islas Baleares, España, 22 de febrero de 1978), más conocido como José Contreras, es un exfutbolista y entrenador de fútbol español que actualmente dirige al Club Deportivo Andrach de la Segunda Federación.

## Trayectoria

### Como jugador
Formó parte de club mallorquines como el Club Deportivo Binisalem, Atlético Baleares y Club Deportivo Constancia en la Tercera División de España. 

### Como entrenador
Comenzó en los banquillos en la temporada 2018-19 siendo entrenador del Club Deportivo Andrach de la Primera Regional, con el que lograría ascender a la Tercera División de España.
En la temporada 2020-21, logra el ascenso a la Segunda Federación.
El 15 de diciembre de 2021, jugaría una eliminatoria de la Copa del Rey frente al Sevilla FC, siendo eliminado en la tanda de penaltis.
El 8 de junio de 2022, pese a su descenso a la Tercera Federación, renueva como entrenador del Club Deportivo Andrach.
El 23 de abril de 2023, logra el ascenso a la Segunda Federación, tras finalizar en primera posición del grupo balear de la Tercera Federación.

## Clubes

### Como entrenador
| Club                   | País              | Año             |
| ---------------------- | ----------------- | --------------- |
| Club Deportivo Andrach | Bandera de España | 2018-actualidad |